# Andreas Christoph Niz
Andreas Christoph Niz, nicht Nitz (* 4. Februar 1764 in Greifswald; † 30. Dezember 1810 ebenda), war ein deutscher Philologe und Pädagoge.

## Leben
Andreas Christoph Niz besuchte die Greifswalder Stadtschule und studierte von 1782 bis 1787 auf den Universitäten Greifswald und Jena. 1792 wurde er Konrektor und 1801 Rektor der Stadtschule im 25 km entfernten Wolgast.
1808 ging er zurück nach Greifswald, wo er Rektor der Stadtschule und zugleich Adjunkt an der Philosophischen Fakultät der Universität wurde. Dort hielt er Vorlesungen über griechische, römische und italienische Literaturgeschichte. Er gab ein griechisches Wörterbuch heraus und verfasste Schriften zur griechischen und römischen Geschichte. 1810 starb er, kurz nach seiner Ernennung zum Professor.
Karl Lappe, Johann Gottfried Ludwig Kosegarten und der mit ihm befreundete Gottlieb Mohnike äußerten sich in ihren Schriften anerkennend über Niz.

## Schriften
- Publ. Ovidius Naso Kunst zu lieben. Ein lyrisch-didaktisches Gedicht in 3 Gesängen, metrisch verdeutscht und mit Anhängen versehen. Gräff, Leipzig 1790. (Digitalisat)
- Kleines griechisches Wörterbuch in etymologischer Ordnung. Lange, Berlin/Stralsund 1808. (Digitalisat)